# Sebastián Domínguez Monteiro
Sebastián Isaías Domínguez Monteiro (Padre Las Casas, 1 de enero de 1988) es un exfutbolista y entrenador chileno. Jugaba como volante.
Actualmente dirige la sub-13 de Deportes Temuco.

## Clubes
| Club              | País  | Año       | PJ  | Goles |
| ----------------- | ----- | --------- | --- | ----- |
| Union Temuco      | Chile | 2009-2013 | 108 | 5     |
| Rangers           | Chile | 2013-2014 | 19  | 0     |
| Deportes Temuco   | Chile | 2014-2022 | 74  | 1     |
| Provincial Osorno | Chile | 2023-Act. | 1   | 0     |

## Palmarés

### Campeonatos nacionales
| Título    | Club            | País  | Año     |
| --------- | --------------- | ----- | ------- |
| Primera B | Deportes Temuco | Chile | 2015-16 |

- Datos: Q6122875